# Provinz Basilan
Koordinaten: 7° 0′ N, 122° 0′ O
Die Provinz Basilan (Chavacano: Provincia de Basilan; Tausug: Wilaya’ sin Basilan; Yakan: Wilayah Basilanin; Tagalog: Lalawigan ng Basilan) ist eine Inselprovinz auf den Philippinen, die hauptsächlich in der Autonomen Region Bangsamoro liegt. Sie besteht aus der namensgebenden Hauptinsel Basilan sowie weiteren nahe gelegenen kleineren Inseln. Die Insel Basilan ist die größte und nördlichste der Hauptinseln des Sulu-Archipels. Sie liegt direkt vor der Südküste der Region Zamboanga Peninsula. Die Straße von Basilan trennt die Insel Basilan von Mindanao und dem Hafen von Zamboanga City.
Isabela, die frühere Hauptstadt, ist eine Teilstadt unter der Provinzregierung von Basilan, wird aber von der Region Zamboanga Peninsula verwaltet und ist statistisch unabhängig aufgeführt. Die Provinzhauptstadt ist inzwischen nach Lamitan verlegt worden.

## Verwaltungsgliederung
Die Provinz setzt sich aus folgenden Gemeinden und Städten zusammen:

### Städte
- Isabela City
- Lamitan City

### Verwaltungsgemeinden
- Akbar
- Al-Barka
- Hadji Mohammad Ajul
- Hadji Muhtamad
- Lantawan
- Maluso
- Sumisip
- Tabuan-Lasa
- Tipo-Tipo
- Tuburan
- Ungkaya Pukan

## Geschichte
Die Gebiete der Provinz gehörten einst zum Sultanat von Sulu. Basilan wurde zum ersten Mal von den Europäern entdeckt, als sie von Überlebenden der Expedition von Ferdinand Magellan im Jahr 1521 dokumentiert wurde. Sie wurde bereits 1636 von den Spaniern kolonisiert und 1726 formell vom Sultanat von Sulu an Spanien abgetreten. Mit dem Sieg im Spanisch-Amerikanischen Krieg 1898 gelangten die Vereinigten Staaten in den Besitz der Philippinen. Die Amerikaner setzten die „Befriedung“ Basilans fort, rodeten große Landflächen und errichteten Plantagen, hauptsächlich zur Produktion von Kautschuk und Kopra.
Nach der japanischen Besetzung des Landes während des Zweiten Weltkriegs erlangten die Philippinen 1946 ihre Unabhängigkeit. Ab etwa 1970 brachen schwere Kämpfe zwischen der philippinischen Regierung und der Moro National Liberation Front aus, die sich abspalten und einen neuen, muslimischen Staat gründen wollte. Seit 1991 ist auch die islamistische Terrorgruppe Abu Sayyaf in der Provinz aktiv.
Im Jahr 1973 wurde Basilan offiziell zur Provinz, nachdem sie aus der Provinz Zamboanga del Sur herausgelöst worden war. Als letzte Provinz trat sie 2001 der Autonomous Region in Muslim Mindanao bei. Die ehemalige Hauptstadt Isabela City entschied sich dagegen und bleibt Teil der Region Zamboanga Peninsula (ehemals Western Mindanao). Seit 2019 ist die Provinz Basilan Teil der neuen Region Bangsamoro.

## Bevölkerung
Basilan ist die Heimat von drei ethnolinguistischen Hauptgruppen: den einheimischen Yakans und den später eingewanderten Tausugs und Chavacanos. Die Yakans und Tausugs sind überwiegend muslimisch, während die Chavacanos hauptsächlich christlich sind. Außerdem gibt es eine Reihe kleinerer ethnischer Gruppen. Obwohl die offiziellen Sprachen Tagalog und Englisch sind, ist die wichtigste einheimische Sprache Yakan und die Verkehrssprache Chavacano. Andere Sprachen sind Tausug, Cebuano und Sama. Die Mehrheit der Bevölkerung sind Muslime (vorwiegend Sunniten) gefolgt von einer christlichen Minderheit (vorwiegend römisch-katholisch).

## Wirtschaft
Die Landwirtschaft ist der dominante Wirtschaftssektor. Zu den wichtigsten Produkten Basilans gehören Kokosnuss (hauptsächlich Kopra), Kautschuk, Kaffee, schwarzer Pfeffer und Palmöl. Andere Feldfrüchte sind Mais, Kakao und Maniok. Daneben gibt es Fischerei.